# Simon Enzler

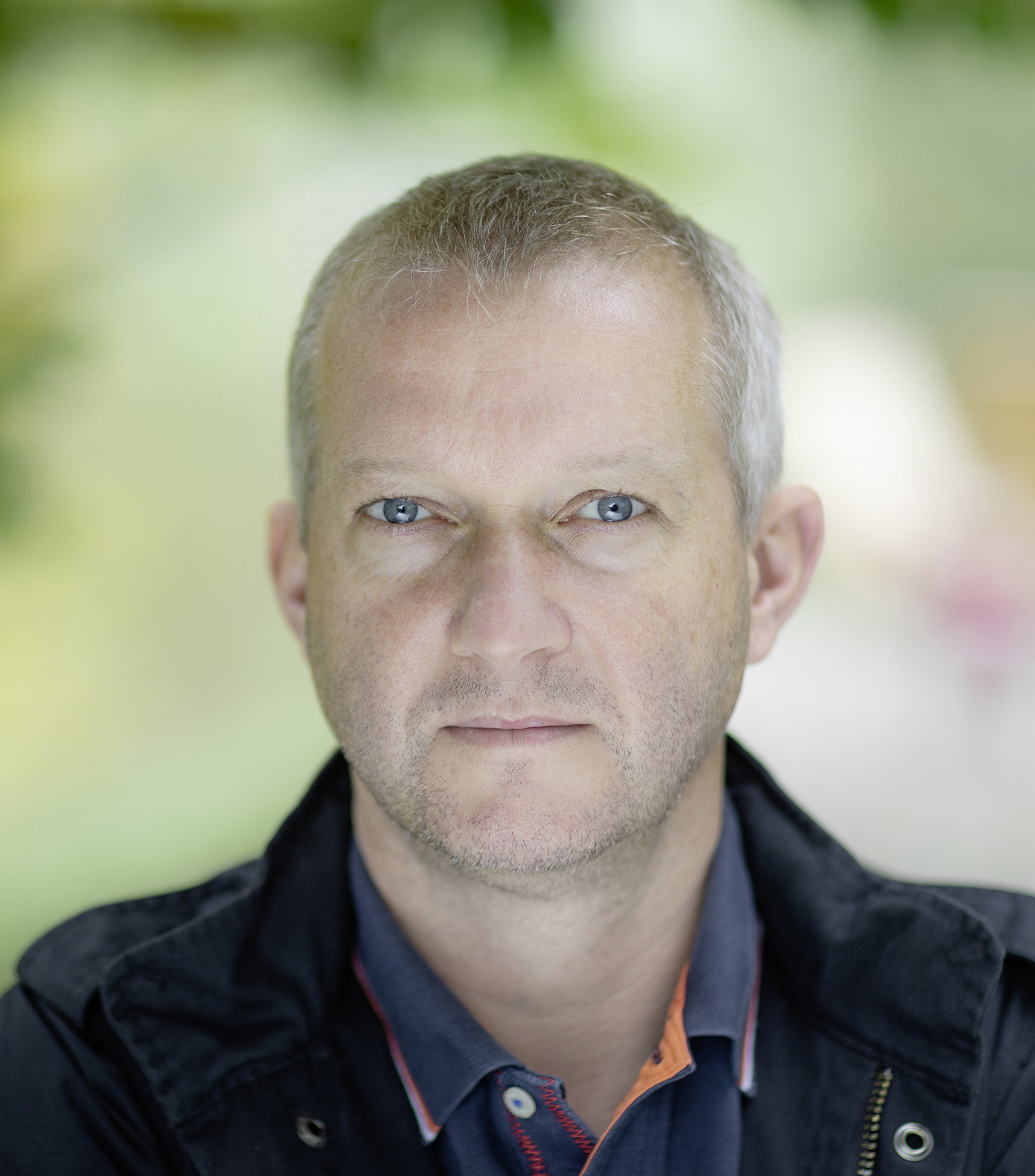
Simon Enzler (2018)

Simon Enzler (* 10. März 1976 in Appenzell; heimatberechtigt ebenda; Spitzname: Bleielis) ist ein Schweizer Kabarettist und Satiriker aus dem Kanton Appenzell Innerrhoden.

## Leben und Wirken
Simon Enzler wuchs in Appenzell auf, wo er die Primarschule und das Gymnasium am Kollegium St. Antonius besuchte. Bereits in die Schulzeit fielen erste kabarettistische Auftritte. Die Ausbildung an der Schule für Gestaltung in Zürich brach er ab zugunsten einer Karriere als Kabarettist und des Lebens in Appenzell Innerrhoden. Mit dem Gewinn des Swiss Comedy Award und seinem ersten Bühnenprogramm Schampeselisee 2000 etablierte sich Enzler in dieser Sparte. Seine Programme, mit denen er seither durch die Schweiz tourt (lange Zeit zusammen mit Musiker Dani Ziegler), erfreuen sich grosser Beliebtheit.
Der markante Appenzell Innerrhoder Dialekt ist Simon Enzlers Markenzeichen (manchmal mit Übersetzungshilfe für Uneingeweihte). Als Kunstfigur mimt er auf der Bühne den knorrigen, katholischen und konservativen Appenzeller, der sich deftig fluchend und zuweilen bitterböse in seinen eigenen Widersprüchen verheddert. Enzler hält so dem Publikum einen Spiegel vor und bestätigt gleichzeitig dessen Klischees über die Appenzeller. Er arbeitet sich an den Begriffen Heimat und Identität ab, und vor allem die letzten Programme enthielten vermehrt politische und gesellschaftskritische Standpunkte.
Einem breiten Schweizer Publikum wurde Simon Enzler durch die Moderation der Sendung Comedy im Casino des Schweizer Fernsehens 2003/2004 bekannt. Er arbeitete auch als Hörkolumnist für die Satiresendung Zytlupe von Schweizer Radio SRF 1 und schrieb regelmässig in der Satirezeitschrift Nebelspalter. 2009 und 2013 trat er am 18. bzw. 22. Arosa Humor-Festival auf. In der Konsumentensendung Kassensturz von Schweizer Fernsehen SRF setzte er als «Konsumenzler» von 2010 bis 2015 oft den Schlusspunkt. Für die Serie Töfflibuebe der Fernsehsendung SRF bi de Lüt fuhr Simon Enzler 2012 mit seinem Bühnenkompagnon Dani Ziegler vom Appenzellerland bis nach Ascona. Eine zweite Staffel der Sendung folgte ein Jahr darauf.
Für viele Jahre war Simon Enzler Teilhaber an der von Marcel Walker gegründeten und noch heute geführten Kleinkunst-Agentur Bretterwelt. Von 2000 bis 2014 organisierte die Agentur die Appenzeller Kabarett-Tage, welche viel Kabarettprominenz, darunter Enzlers Vorbilder Polt und Hader, ins Innerrhodische holte. Simon Enzler ist verheiratet und hat zwei Söhne.
Simon Enzler wurde 2004 von der Appenzeller Zeitung als «Appenzeller des Jahres» ausgezeichnet, 2007 erhielt er den Salzburger Stier in der Sparte Kabarett/Comedy, 2008 den Prix Walo, 2012 den Schweizer Kabarett-Preis Cornichon. 2021 erfuhr er mit dem Innerrhoder Kulturpreis der kantonalen Stiftung Pro Innerrhoden eine heimatliche Ehrung. Als in der Schweiz wohl bekanntester Innerrhoder ist er zum Botschafter des Kleinkantons geworden. 2021 wurde er mit dem Arosa Humorfüller, einem der wichtigsten Kleinkunstpreise im deutschsprachigen Schweizer Raum, ausgezeichnet.

## Diskografie
- 2001: Schampeselisee (CD)
- 2002: Die Welt aus Sicht eines Appenzellers (DVD)
- 2003: Fedelesis (CD)
- 2004: Der Retter des Enzians (CD und DVD)
- 2006: Liberement (CD)
- 2007: Wedeschegg (CD und DVD)
- 2009: Phantomscherz (CD und DVD)
- 2012: Vestolis (CD und DVD)
- 2016: Primatsphäre (CD)
- 2019: Wahrhalsig (CD)